# Acanthopelma rufescens
Espèce
Acanthopelma rufescens est une espèce d'araignées mygalomorphes de la famille des Theraphosidae.

## Distribution
Cette espèce se rencontre en Amérique centrale.

## Description
Le mâle holotype mesure 16,5 mm.

## Publication originale
- F. O. Pickard-Cambridge, 1897 : Arachnida - Araneida and Opiliones. Biologia Centrali-Americana, Zoology, London, vol. 2, p. 1-40 (texte intégral).